# Фишер, Адам (дирижёр)
А́дам Фи́шер (венг. Fischer Ádám; род. 9 сентября 1949, Будапешт, Венгрия) — венгерский дирижёр.

## Биография
Родился в Будапеште в еврейской семье — сын дирижёра Шандора Фишера, брат дирижёра Ивана Фишера. С детских лет пел в хоре мальчиков Будапештской оперы. Учился композиции и игре на фортепиано в Будапеште, затем изучал дирижирование в Вене под руководством Ханса Сваровски. В 1973 году разделил с Лотаром Загрошеком первое место на конкурсе дирижёров имени Гвидо Кантелли в Италии.
С 1973 года сотрудничает с Венской государственной оперой. Дирижирует также в других ведущих оперных театрах мира.
В 1987 году Адам Фишер создал Австро-венгерский Гайдн-оркестр и основал Гайдновский фестиваль в Айзенштадте. С 1998 года — главный дирижёр Датского национального камерного оркестра. С 2004 г. работает также в Симфоническом оркестре Венгерского радио, отвечая, в частности, за учреждённый оркестром в 2006 году Будапештский Вагнеровский фестиваль.
В конце 2010 сложил с себя полномочия музыкального директора Венгерского государственного оперного театра в знак неприятия идеологической цензуры со стороны государства, репрессивных законов против свободы слова, принятых правительством Виктора Орбана. Его протест поддержали в 2011 Андраш Шифф, Миклош Янчо и другие видные деятели искусства Венгрии.
Лауреат премии Вольфа в области искусства (2018).

## Репертуар
Среди записей — произведения Йозефа Гайдна, Вольфганга Амадея Моцарта, Рихарда Вагнера, Белы Бартока, Густава Малера. Фишер — один из трёх дирижёров (наряду с Расселом Дэвисом и Анталом Дорати) в истории музыки, осуществивших запись всех симфоний Гайдна.